# كشافة باجور
كشافة باجور هي كتيبة شبه عسكرية من فيلق فرونتير خيبر بختونخوا (شمال) [الإنجليزية] باكستان، تم تجنيدهم محليًا في إقليم باجور [الإنجليزية] وتعيينهم من قبل ضباط الجيش الباكستاني النظاميين.  كان الكشافة في السابق من قبيلة باجور وخدموا في المناطق القبلية باجور وسوات ودير. تشكلت القوة في أبريل 1961 من عدة وحدات من كشافتي خيبر وكتشرال. في أوائل القرن الحادي والعشرين شاركت الكشافة في عمليات مكافحة المخدرات. في 2011-2012 تلقت الوحدة عددًا من أدوات اختبار المخدرات للمساعدة في عملها ضد تهريب المخدرات.

## الوحدات
- جناح المقر
- جناح 171 [5]
- جناح 172 [6] :515
- جناح 173 [7] :117
- جناح 174 [8]
- جناح 175 [9] :732
- جناح 176 [10] :306
- جناح 177 [7] :117